# Max Goldt
 (octobre 2024).
Si vous disposez d'ouvrages ou d'articles de référence ou si vous connaissez des sites web de qualité traitant du thème abordé ici, merci de compléter l'article en donnant les références utiles à sa vérifiabilité et en les liant à la section « Notes et références ».
Max Goldt (né Matthias Ernst en 1958 à Göttingen) est un musicien, écrivain satirique et scénariste de bande dessinée allemand.

## Biographie
Dans les années 1980, il est connu comme chanteur du duo pop expérimental Foyer des Arts (en), qu'il avait fondé avec Gerd Pasemann en 1981. En 1988, il entre au magazine satirique Titanic. Le succès de ses chroniques, publiées jusqu'en 1998, puis de 2005 à 2009, le conduit à arrêter peu après la musique. Goldt  travaille à partir de la fin des années 1990 pour d'autres publications, et publie de nombreux ouvrages, qui lui valent plusieurs prix littéraires, dont le prix Kleist en 2008. En 1996, Goldt entame une collaboration avec le dessinateur Stephan Katz, tous deux publient depuis régulièrement dans la presse et sont régulièrement édités en album.

## Récompenses
Tous ces prix sont allemands et lui ont été remis pour l'ensemble de son œuvre.
- 1997 : Prix littéraire de Cassel
- 1998 : Prix littéraire de Cassel pour l'humour grotesque
- 1999 : Prix Richard Schönfeld (de)
- 2006 : Prix Max et Moritz du meilleur scénariste international
- 2008 : 
  - Prix Kleist
  - Grand Prix Hugo Ball (de)